# 2010-es FIFA-klubvilágbajnokság-döntő
A 2010-es FIFA-klubvilágbajnokság-döntőjét 2010. december 18-án a 2010-es CAF-bajnokok ligája győztese, a kongói TP Mazembe és az európai kontinensbajnok olasz Internazionale játszotta az Abu-Dzabiban található Sheikh Zayed Stadionban. A FIFA-klubvilágbajnokságok történetében ez volt az első olyan alkalom, amikor Európán vagy Dél-Amerikán kívüli csapat a döntőbe jutott. A mérkőzést az Internazionale 3–0-ra nyerte meg.

## Út a döntőig
| TP Mazembe                                       | TP Mazembe                                       | Forduló                  | Internazionale                                      | Internazionale                                      |
| ------------------------------------------------ | ------------------------------------------------ | ------------------------ | --------------------------------------------------- | --------------------------------------------------- |
| A 2010-es CAF-bajnokok ligája győztese           | A 2010-es CAF-bajnokok ligája győztese           | Kontinenstorna           | A 2009–2010-es UEFA-bajnokok ligája győztese        | A 2009–2010-es UEFA-bajnokok ligája győztese        |
| Ellenfél                                         | Végeredmény                                      | Egyenes kieséses szakasz | Ellenfél                                            | Végeredmény                                         |
| A TP Mazembe kiemeléssel a negyeddöntőbe került. | A TP Mazembe kiemeléssel a negyeddöntőbe került. | Selejtező                | Az Internazionale kiemeléssel az elődöntőbe került. | Az Internazionale kiemeléssel az elődöntőbe került. |
| Pachuca                                          | 1–0                                              | Negyeddöntő              | Az Internazionale kiemeléssel az elődöntőbe került. | Az Internazionale kiemeléssel az elődöntőbe került. |
| Internacional                                    | 2–0                                              | Elődöntő                 | Seongnam Ilhwa Chunma                               | 3–0                                                 |

## A mérkőzés
| 2010. december 18. 21:00 |

| TP Mazembe | 0–3               | Internazionale                    |
| ---------- | ----------------- | --------------------------------- |
|            | (0–2) Jegyzőkönyv | Pandev 13' Eto’o 17' Biabiany 85' |

| Sheikh Zayed Stadion, Abu-Dzabi Nézőszám: 42 174 Játékvezető: Nisimura Júicsi (japán) |

| TP Mazembe | Internazionale |

| TP Mazembe:    |    |                   |     |     |
|                |    |                   |     |     |
| GK             | 1  | Muteba Kidiaba    |     |     |
| DF             | 2  | Joël Kimwaki      |     |     |
| DF             | 3  | Kiritsho Kasusula | 84' |     |
| DF             | 4  | Miala Nkulukutu   |     |     |
| DF             | 11 | Milota Kabangu    |     |     |
| MF             | 13 | Bedi Mbenza       | 43' |     |
| MF             | 15 | Dioko Kaluyituka  | 12' | 90' |
| MF             | 20 | Mihayo Kazembe    |     |     |
| FW             | 10 | Given Singuluma   |     |     |
| FW             | 24 | Narcisse Ekanga   | 33' |     |
| FW             | 27 | Kasongo Ngandu    |     | 46' |
| Cserék:        |    |                   |     |     |
| MF             | 8  | Ndonga Mianga     |     | 90' |
| FW             | 6  | Déo Kanda A Mukok |     | 46' |
| Vezetőedző:    |    |                   |     |     |
| Lamine N'Diaye |    |                   |     |     |

| Internazionale: |    |                   |     |     |
|                 |    |                   |     |     |
| GK              | 1  | Júlio César       |     |     |
| DF              | 2  | Iván Córdoba      |     |     |
| DF              | 4  | Javier Zanetti    |     |     |
| DF              | 6  | Lúcio             |     |     |
| DF              | 13 | Maicon            |     |     |
| DF              | 26 | Cristian Chivu    |     | 54' |
| MF              | 8  | Thiago Motta      | 79' | 87' |
| MF              | 19 | Esteban Cambiasso |     |     |
| FW              | 9  | Samuel Eto’o      |     |     |
| FW              | 22 | Diego Milito      |     | 70' |
| FW              | 27 | Goran Pandev      |     |     |
| Cserék:         |    |                   |     |     |
| MF              | 5  | Dejan Stanković   |     | 54' |
| MF              | 17 | McDonald Mariga   |     | 87' |
| FW              | 88 | Jonathan Biabiany |     | 70' |
| Vezetőedző:     |    |                   |     |     |
| Rafael Benítez  |    |                   |     |     |

| A mérkőzés játékosa: Asszisztensek: Nagi Tosijuki Szagara Tóru Negyedik játékvezető: Victor Carrillo |

| A 2010-es FIFA-klubvilágbajnokság győztese |
| ------------------------------------------ |
| Internazionale 1. cím                      |

## Lásd még
- 2009–2010-es UEFA-bajnokok ligája
- 2010-es CAF-bajnokok ligája

## Külső hivatkozások
- Hivatalos honlap Archiválva 2011. december 25-i dátummal a Wayback Machine-ben